# Casa Naranja
La Casa de los Pueblos, también llamada Casa Presidencial o Casa Naranja y conocida popularmente como Casa Mamón, fue la residencia y sede de la presidencia de Nicaragua entre los años 1999-2007. Fue construida para ser la Sede oficial del Gobierno de la República de Nicaragua. Se encuentra ubicada en el centro histórico de la ciudad de Managua, capital de Nicaragua.
Su construcción ascendió a un costo de 10 millones de dólares estadounidenses aportados por el Gobierno de Taiwán durante la administración de Arnoldo Alemán (1997-2002)

## Casa Presidencial
Funcionó con este propósito desde su inauguración en diciembre de 1999 hasta 2007, siendo utilizada como sede oficial del gobierno durante las administraciones Alemán (en los años 2001 y 2002) y Bolaños (2002-2007).

## Casa de los Pueblos
En 2007 con el ascenso a la presidencia de Daniel Ortega fue descartada como sede oficial del gobierno, convirtiéndola en Casa de los Pueblos. Ortega alegó razones de ahorro para no ocupar la "Casa Mamón" en vista de que el mantenimiento tiene un costo mensual de 50.000 dólares estadounidenses. Actualmente funciona como sede del gobierno y es utilizada, por lo general, para ceremonias importantes o visitas de jefes de Estado.